# スリー・リバース・スタジアム
スリー・リバース・スタジアム（Three Rivers Stadium）は、アメリカのペンシルベニア州ピッツバーグにかつて存在したスタジアム。MLBピッツバーグ・パイレーツ、NFLピッツバーグ・スティーラーズのホームスタジアムである。

## 概要
老朽化した本拠地球場に不満を持っていたパイレーツ、スティーラーズ両チームと、都市活性化のため再開発を進めていた地元の思惑が一致。当時の流行の最先端だった円形の兼用球場(en:Multi-purpose stadium)が建設された。アレゲニー川とモノンガヒラ川が合流してオハイオ川を形成している地点に建設されたことから「スリーリバース」と名付けられた。
野球やアメリカン・フットボール以外にもコンサートやプロレス、モンスタートラック・ラリーなど様々なイベントに使用され、30年間で5000以上ものイベントが開催された。
しかし1990年代に入り「専用球場ブーム」が訪れ、さらに外装のコンクリート部分が茶色に変色してくるなど老朽化が目立ちはじめたため、1996年に野球、アメリカン・フットボールそれぞれの専用球場を新たに建設する計画が立ち上がった。2つの新球場は1999年に建設が開始。2001年、パイレーツの新本拠地PNCパークが開場する2ヶ月前、スティーラーズの新本拠地アクリシュア・フィールドが開場する6ヶ月前の2月11日に解体された。
跡地はアクリシュア・フィールドの駐車場、ライブ会場「ステージAE」などになっている。

## 主要な出来事

### 野球
- 1970年7月16日、シンシナティ・レッズ戦で開場。
- 1971年8月14日、セントルイス・カージナルスのボブ・ギブソンがノーヒットノーランを達成した（カージナルス 11 - 0 パイレーツ）。
- 1972年9月30日、ロベルト・クレメンテが通算3000安打を達成。この年の12月31日にニカラグア地震被災地に物資を援助中にクレメンテを乗せた飛行機が墜落し、クレメンテが死去したため、これが結果的に生涯最後の安打となった。
- 1974年7月23日、オールスターゲーム開催（ナ 7 - 2 ア）。
- 1976年8月9日、ジョン・キャンデラリアがロサンゼルス・ドジャース戦でノーヒットノーランを達成した（パイレーツ 2 - 0 ドジャース）。
- 1994年7月12日、オールスターゲーム開催（ナ 8x - 7 ア）。
- 1997年7月12日、フランシスコ・コルドバとリカルド・リンコンがヒューストン・アストロズ戦で大リーグ史上初の「継投による延長戦でのノーヒットノーラン」を達成（パイレーツ 1x - 0 アストロズ）。
- ワールドシリーズ開催：1971年、1979年
- 2000年10月1日、シカゴ・カブス戦でこの球場での最終戦。

### アメリカン・フットボール
- AFCチャンピオンシップ開催：1973年、1976年、1979年、1980年、1995年、1996年、1998年[1]